# Bianca Marin
Bianca Marin (n. 21 martie 1999, Ploiești) este o handbalistă din România care joacă pentru echipa CSU Știința București. Anterior, Marin a evoluat pentru CS Măgura Cisnădie, CSM București și CSM Ploiești. În 2018 a fost selecționată pentru prima oară în echipa națională de tineret și a participat la Campionatul Mondial de Tineret, unde România, antrenată de Gheorghe Tadici, s-a clasat pe locul 8.

## Palmares
- Liga Campionilor:
  - Sfertfinalistă: 2019, 2020

- Liga Europeană:
  - Grupe: 2022

- Cupa EHF:
  - Turul 2: 2017

- Liga Națională:
  -  Medalie de argint: 2019

- Cupa României:
  -  Câștigătoare: 2019

- Supercupa României:
  - Finalistă: 2018, 2019